# Копаоничко-жупски поддијалекат
Копаоничко-жупски поддијалекат део такозваног косовско-ресавски дијалекат. 
Копаонички говор чувајући у највећој мери одређене архаичне карактеристике.